# Maladie de Charcot-Marie-Tooth de type AR-CMT2
Les maladies de Charcot-Marie-Tooth de type AR-CMT2 forment un sous-groupe des maladies de Charcot-Marie-Tooth. Elles se caractérisent par une atteinte de l'axone et leur transmission génétique est autosomique récessive.

## Étiologie
Le tableau ci-dessous résume les différents sous-types à transmission dominante, la fréquence, les gènes, les chromosomes et les protéines impliqués dans la maladie de Charcot-Marie-Tooth de type AR-CMT2.
| Sous type | Fréquence | Gène   | Chromosome | Protéine |
| --------- | --------- | ------ | ---------- | -------- |
| AR-CMT2A  |           | LMNA   | 1q21       |          |
| AR-CMT2B  |           | MED25  | 19q13      |          |
| AR-CMT2C  |           | GDAP1  | 8q21       |          |
| non nommé |           | LRSAM1 | 9q33       |          |
| non nommé |           | MFN2   | 1p36       |          |

## Sources
- CMT-Mag 90, janvier-février-mars 2013, p. 6
- (en) GeneTests: Medical Genetics Information Resource (database online). Copyright, University of Washington, Seattle. 1993-2005